# 적기

민자 적기.

적기(赤旗, 영어: red flag) 또는 붉은 기는 주로 혁명 때 사용되던 깃발이다. 한때는 자유주의 혁명의 상징이기도 하였으나, 훗날엔 사회주의 혁명이나 좌파의 상징으로 사용된 깃발이다. 소련의 국기나 중화인민공화국 등의 사회주의 국기로 사용되었다. 파리 코뮌이나 러시아 혁명 등의 상징으로 널리 사용되었다.

## 같이 보기
- 반디에라 로사
- 알바니아의 국기
- 앙골라의 국기
- 벨라루스의 국기
- 중화인민공화국의 국기
- 키르기스스탄의 국기
- 몽골의 국기
- 몬테네그로의 국기
- 북마케도니아의 국기
- 소련의 국기
- 베트남의 국기
- 낫과 망치
- 붉은 별
- 백기